# Elias Bouman
Elias Bouman (1636-1686), foi um arquitecto holandês.
A sua obra mais conhecida foi a Sinagoga portuguesa de Amsterdão.
Foi também o arquitecto da Casa de Pinto, igualmente em Amesterdão.